# プププランド
プププランド (Dream Land ) は、任天堂のゲーム『星のカービィシリーズ』およびテレビアニメ『星のカービィ』に登場する架空の国家。惑星ポップスターの中のどこかに位置し、国家元首はデデデ大王（自称の可能性もある）。首都は不明 (アニメではププビレッジ) 。作品によって設定が異なる。ここでは、基本的にゲームにおけるプププランドについて説明する。

## 自然

### 地形
作品によって異なるが、シリーズを通して基本的には緑豊かな土地が多く都市部は少なめである。どこまでが国なのかは不明だが、作品によっては南国風の土地や砂漠、雪山や火山なども存在する。さらに、雲の上にも建造物がある。他に、『星のカービィ 鏡の大迷宮』ではプププランド上空に鏡の国、『星のカービィ 参上! ドロッチェ団』では世界のへそという地下世界があることが分かっている。地下世界は他に『星のカービィ スーパーデラックス』に「マジルテ」というものも存在する。マジルテの水晶の畑エリアにはクリスタルが沢山あるが、ドロッチェ団にも一部クリスタルがある。

### 気候
カービィや住人の大多数が住んでいるところは日本同様、四季がある。その他国内には『星のカービィ2』に登場するアイスバーグのような寒帯の土地や、『星のカービィ3』に登場するサンドキャニオンのような砂漠気候の土地、その他高山気候の土地も存在する。

## 経済
設定上は統制、税金、労働、通貨といった概念は存在しない。ゲーム版では住民のほとんどが自由奔放に生きている。『星のカービィ スーパーデラックス』のモード「洞窟大作戦」で手に入るお宝には"G"（ゴールド）という通貨単位が用いられているが、実際に導入されているかは不明（なお、この1Gは日本円の1円に等しい価値）。「空の星がきれい」として有名である。

## 軍事
「あきれかえるほど平和」と言われるように、軍事力はほとんどなしに等しい。実際、『星のカービィ トリプルデラックス』では城に侵入してきたタランザに兵士であるワドルディたちは手も足も出ずデデデはさらわれ、『星のカービィ ロボボプラネット』ではデデデ城から大砲でハルトマンワークスカンパニーを迎撃したが、城ごと吹き飛ばされてしまった。また、デデデ大王は飛行砲台カブーラーや多くの戦闘用ロボット（メカデデデ、デデデロボ、デデ・デデデンZ）を所持しているが、それらがカービィとの対決以外で使われたことはない上に、カブーラーに至っては敵に奪われ「コア・カブーラー」として改造されてしまったりと、軍用兵器として扱われてはいない。この他、メタナイトが戦艦ハルバードを所持しており、自身も騎士団メタナイツの首領を務めている。

## 政治
デデデ大王は特に政策なども行っていないどころか、時には国の秘宝を隠したりなどしている。『カービィのエアライド』では「プププランドの大王だというウワサだ!」と、大乱闘スマッシュブラザーズシリーズでは「プププランドの自称大王」と書かれている。

## 住民構成
様々な民族が存在するため、詳細不明。国家元首であるデデデ大王の民族は古来よりプププランドを治める長として存在していた。コミカライズではゲームに敵キャラクターとして登場する種族やエンディングに登場するカービィに似た住民（星のカービィ全百科、中西早苗版）がいる。初期のメディアミックス（コミカライズ、マリオ・カービィ名作ビデオ）では人型のオリジナルキャラクターも登場していたが、1994年頃を境に登場しなくなった。

## 地域
デデデ城
デデデ山に建てられており国王デデデが生活している。またプププ全人代や会議等もこのデデデ城で行われており、城は精鋭のデデデ親衛隊が警備有事の際は防衛も行われる。
夢の泉
プププランドの生き物に安らかな眠りと幸福な夢を与える泉。レインボーリゾート近辺の「ザ ファウンテン オブ ドリーム」に存在する。力の源のスターロッドがなくなると力を失い、夢が見られなくなってしまう。これはポップスター周辺の星々にも存在し、星と星とを「ミルキーロード」でつなぎ大彗星を呼ぶ力も持っている。
虹の島々
『星のカービィ2』の舞台。小さな七つの島が集まってできていて、いつも虹がかかっている。それぞれの島にそれの源、虹のしずくという宝がある。
マジルテ
『星のカービィ スーパーデラックス』の「洞窟大作戦」でカービィが落ちてしまった地下世界。60個の宝物があり、4つのエリアがある。
世界のへそ
『星のカービィ 参上! ドロッチェ団』の舞台。地下世界で、マジルテとの関係は不明。また、メタナイトが戦艦ハルバードを隠していた場所でもある。
グルメット
『星のカービィ スーパーデラックス』で「グルメレース」が行われた場所。カービィの飛行能力でも簡単にはたどり着けない絶壁の上にある。「かぼちゃグランド」「もろこしホール」「たまねぎガーデン」の3つのエリアに分れている。

## アニメ版「星のカービィ」でのプププランド

### 地理
ププビレッジ
キャピィ族やカービィたちが住んでいる小さな村。丘の上にはデデデ城がある。近隣など他の集落の有無は不明。町役場（村長邸宅を兼ねる）、警察署（署長邸宅を兼ねる）、郵便局などの公的施設のほか、レストラン、バー、コンビニエンスストア、ガソリンスタンド、占い小屋が存在する。
カブーの谷
予知能力などがあることから村の者からは敬われるカブーが立地する谷。実は、星の戦士のシェルターとしての機能を持つ。

### 地名・観光地
デデベガス
デデデ城を無料開放した土地。
ギラウェア火山
ププビレッジ唯一の火山であり、噴火もする活火山。
ウィスピーウッズの森
アコルの森（東の森）
墓場
森を抜けた場所に存在する。墓石は洋型である。
デデデ帝国博物館
デデデ帝国大学附属小学校

### 気候
年間を通して温暖のようであるが、人工的に雪が降ることがある（例：魔獣アイスドラゴンが雪を降らしたり、ペンギー族に侵略された時など）。

### 住民構成
主にキャピィ族で構成される（ププビレッジ一帯は、元々キャピィ族が住む土地であったとのこと）、リック、カイ、クーなどの少数個体、城の兵士であるワドルディ族、コックカワサキなど外から移り住んで来た者などもいる。

### 政治
国家元首はデデデ大王。自ら「独裁者」を名乗り、絶対王政による独裁政治を行っている（デデデ曰く「我が国はあくまで独裁国。悪の枢軸ぞい！」）。高官として、ドクター・エスカルゴンやパーム大臣が存在する。デデデは自身の欲求などを満たすために強権を振りかざし、国民の生活は顧みていない。エスカルゴンは専らデデデ大王の身の回りの世話や、悪巧みへの加担など、デデデの参謀的役割を担っている。実務的な国政は、キャピィ族であり、常識的な人格を持つパーム大臣が担っている。ほか、城付きの剣士としてメタナイト一派とワドルディたちがいるが、他の官吏の描写はない。デデデ大王はプププランドの17052代目の国王を名乗っているが、先述したとおり元々はキャピィ族が治める土地であり、デデデ自身も国外から移ってきたことが匂わせられている。

### 経済
第一次産業から第三次産業まで存在し、スイカ栽培を行っていたり、ガソリンスタンドを営む者もいる。「デデン」と呼ばれる通貨が存在するが、レートは不明。デデンがプププランド独自の通貨であるかも不明であり、デデデとホーリーナイトメア社との取引にも使われている。硬貨では10デデン硬貨（銅）、紙幣では10デデン紙幣、100デデン紙幣がある。デデンのマークはアルファベットのDに斜線を足したもの。先述の通りおよそまともな国家としての政治体制は確保されていないが、国民生活は一定の生活水準は保たれている。原作者の桜井はアニメの作風を考慮し、通貨を出すことを許可している。

### 軍事
デデデ城は敵からの侵入を防ぐために堀に囲まれており、城の外部には大砲が配置されている。その他には罠も存在している。軍隊はワドルディ族。軍の指揮官はワドルドゥ隊長であるが、彼自身はワドルディ族ではない。城の至る所で、警備兵のワドルディが槍を持って巡回している。エスカルゴンの計算によれば、兵士であるワドルディの食費が国家予算の90パーセントを占めるとのこと。

## 漫画でのプププランド
詳細は各漫画の記事を参照。
星のカービィ（作者：さくま良子）
星のカービィ デデデでプププなものがたり（作者：ひかわ博一）
レストランや博物館、デパートなどの建築物や、交通機関が盛んで、住民は自由奔放に生きている。軍事についてはジャングルボム軍曹が務めている。イベントに関しては毎年恒例のマラソン大会や格闘技大会など。第一話ではプププランド自体が一つの惑星であるかのように描写されていた（当時はポップスターの設定が無かったため）。
星のカービィ プププランドの仲間たち（作者：姫野かげまる）
コックカワサキが経営しているレストラン「カワサキ堂」の他、魚屋や八百屋、焼き鳥屋などの店がある。
星のカービィ カービィ&デデデのプププ日記（作者：まつやま登）
星のカービィ! も～れつプププアワー!（作者：谷口あさみ）
この作品ではコンビニやレストランの無い田舎という設定となっている。また、裏側は都会となっている。話が進むに連れてコンビニ「ドロッチェイレブン」やファミリーレストラン「デデーズ」が建つようになった。海岸にはスイカ大明神として祀られているスイカが置かれている。

## その他
- 『大乱闘スマッシュブラザーズシリーズ』にも登場。以下のステージが登場している。

初代スマブラ：プププランド
スマブラDX：プププランド・グリーングリーンズ、プププランド・夢の泉、旧ステージ・プププランド（初代『スマブラ』のプププランドと同じ）
スマブラX：グリーングリーンズ（『スマブラDX』のグリーングリーンズと同じ）
スマブラ3DS：プププランド（初代『スマブラ』と異なり、『星のカービィ』のゲーム画面をモチーフにしている）
スマブラWii U：洞窟大作戦